# Tragocerini
Tragocerini son una  tribu de coleópteros polífagos crisomeloideos de la familia Cerambycidae. Comprende un solo género Tragocerus con las siguientes especies:

## Especies
- Tragocerus cylindricus Carter, 1934
- Tragocerus fasciatus (Donovan, 1805)
- Tragocerus formosus Pascoe, 1862
- Tragocerus halmaturina Tepper, 1887
- Tragocerus heraldicus Snellen van Vollenhoven, 1871
- Tragocerus lepidopterus (Schreibers, 1802)
- Tragocerus spencii Hope, 1834
- Tragocerus subfasciatus Germar, 1848